# Maritime Communications Partner
Maritime Communications Partner (MCP) – norweski operator telefonii komórkowej na statkach i promach, jeden z większych na świecie. MCP operuje na częstotliwości 1800 MHz i obsługuje wiadomości SMS oraz rozmowy telefoniczne.
Zasada korzystania z sieci komórkowej polega na połączeniu się z siecią radiową zamontowaną na statku, która nawiązuje połączenie z operatorem telefonii komórkowej na lądzie za pomocą satelity. Usługa jest świadczona na podstawie umowy o roamingu z operatorami sieci komórkowych na całym świecie. Tak jak w przypadku roamingu, w trakcie korzystania na statku z telefonu GSM na wyświetlaczu telefonu pojawia się napis (nazwa sieci) MCP lub 901 12, z kolei wybierając numer w telefonie komórkowym wymagane jest użycie prefiksu dla danego kraju.
MCP powstał w marcu 2004 roku. Obecnie MCP współpracuje z 89 operatorami GSM oraz dwoma CDMA, a usługa dostępna jest na 34 jednostkach pływających w różnych częściach świata i ciągle się rozwija.
W Polsce z MCP umowę roamingową mają podpisane sieci: T-Mobile, Orange, Plus i Play, a obecnie promami dopływającymi do polskiego nabrzeża będącymi w sieci MCP są: MF Stena Spirit, MF Stena Ebba, MF Stena Estelle, MF Mazovia oraz MF Wawel.